# Vacuna contra la difteria
 La vacuna contra la difteria es una vacuna contra Corynebacterium diphtheriae, la bacteria que causa la difteria. Su uso ha resultado en una disminución de más del 90 % en el número de casos en todo el mundo entre 1980 y 2000. La primera dosis se recomienda a las seis semanas de edad con dos dosis adicionales separadas por cuatro semanas, después de lo cual es aproximadamente un 95 % efectiva durante la infancia. Se recomiendan otras tres dosis durante la infancia. No está claro si se necesitarán dosis posteriores en la vida. 
La vacuna contra la difteria es muy segura. Los efectos secundarios significativos son raros. Puede presentar dolor en el lugar de la inyección. Se puede formar una protuberancia en el sitio de inyección que dura unas pocas semanas. La vacuna es segura tanto en el embarazo como en aquellos que tienen una función inmunológica deficiente.
La vacuna contra la difteria se administra en varias combinaciones. Algunas combinaciones (vacunas Td y DT) incluyen la vacuna contra el tétanos, otras (conocidas como vacuna DPT o vacuna DTaP según el antígeno de la tos ferina utilizado) vienen con las vacunas contra el tétanos y la tos ferina, y otras incluyen vacunas adicionales, como la vacuna Hib, la vacuna contra la hepatitis B o la vacuna antipoliomielítica inactivada. La Organización Mundial de la Salud ha recomendado su uso desde 1974. Alrededor del 84 % de la población mundial está vacunada. Se administra como una inyección intramuscular. La vacuna debe mantenerse fría, pero no congelada. 
La vacuna contra la difteria se desarrolló en 1923. Está en la Lista de medicamentos esenciales de la Organización Mundial de la Salud, los medicamentos más efectivos y seguros que se necesitan en un sistema de salud. El precio al por mayor en el mundo en desarrollo de una versión que contiene el toxoide tetánico está entre los US$0,12 y 0,99 por dosis para el año 2014. En los Estados Unidos cuesta menos de US$25.

## Efectividad
Alrededor del 95 % de las personas vacunadas desarrollan inmunidad, y la vacunación contra la difteria ha resultado en una disminución de más del 90 % en el número de casos en todo el mundo entre 1980 y 2000. Alrededor del 86 % de la población mundial fue vacunada para el año 2016.

## Efectos secundarios
Los efectos secundarios severos del toxoide diftérico son raros. Puede ocurrir dolor en el lugar de la inyección. Se puede formar una protuberancia en el sitio de inyección que dura unas pocas semanas. La vacuna es segura durante el embarazo y entre aquellos que tienen una función inmunológica deficiente. Las vacunas DTP pueden causar efectos adversos adicionales como fiebre, irritabilidad, somnolencia, pérdida de apetito y, en el 6-13 % de los receptores de la vacuna, vómitos. Los efectos adversos graves de las vacunas DTP incluyen fiebre por encima de 40,5 °C (104,9 °F) (1 en 333 dosis), convulsiones febriles (1 en 12 500 dosis) y episodios hipotensor-hiporrespáticos (1 en 1750 dosis). Los efectos secundarios de las vacunas DTaP son similares pero menos frecuentes. Las vacunas que contienen toxoide tetánico (Td, DT, DTP y DTaP) pueden causar neuritis braquial a una tasa de 1 cada 100 000 a 200 000 dosis.

## Recomendaciones
La Organización Mundial de la Salud ha recomendado la vacunación contra la difteria desde 1974. La primera dosis se recomienda a las seis semanas de edad con dos dosis adicionales separadas por cuatro semanas, después de recibir estas tres dosis aproximadamente el 95 % de las personas son inmunes. Se recomiendan otras tres dosis durante la infancia. Las dosis de refuerzo cada diez años ya no se recomienda.